# Kamienica przy ulicy Zacisze 12 w Krakowie
Kamienica przy ulicy Zacisze 12 – zabytkowa kamienica znajdująca się w Krakowie, w dzielnicy I Stare Miasto przy ulicy Zacisze, na Kleparzu.
Kamienica została wzniesiona w latach 1908–1909 według projektu architekta Jana Orłowskiego.
Budynek został wpisany do gminnej ewidencji zabytków. Znajduje się na obszarze Kleparza, którego układ urbanistyczny został wpisany 25 stycznia 1984 do rejestru zabytków.